# ユナ・リー
ユナ・リー（Euna Lee、1972年 - ）は、大韓民国出身の、アメリカ合衆国のジャーナリスト、ボイス・オブ・アメリカ (VOA) 韓国語・朝鮮語サービスのテレビ・エグゼキュティブ・プロデューサー。
2005年からカレントTVに勤めていたリーは、2009年3月に同僚のジャーナリストローラ・リンとともに、ビザを得ないまま、中華人民共和国から朝鮮民主主義人民共和国へと越境し、拘束された。ふたりは不法入国で有罪とされ、2009年6月に12年間の労働教化刑という判決が下された。アメリカ合衆国政府は、この判決に抗議し、外交努力を通してふたりの解放を実現しようと取り組んだ。2009年8月4日、元アメリカ合衆国大統領ビル・クリントンが特別人道訪問をしたことを受けて、ふたりは朝鮮民主主義人民共和国政府から恩赦を与えられた。

## 経歴
リーは、大韓民国で生まれ育ち、アカデミー・オブ・アート大学へ進学するためにアメリカ合衆国へ移り住み、映画・放送分野の学士（美術）を取得した。また、2012年には、コロンビア大学ジャーナリズム大学院を修了した。彼女は俳優マイケル・サルデート (Michael Saldate) と結婚しており、ひとり娘ハナ (Hana) を儲けている。

## 2009年の拘束事件
2009年3月17日、リーは、同僚のリンとともに、中朝国境で取材中に拘束され、6月には労働教化刑12年の判決が下された。
8月4日、元アメリカ合衆国大統領ビル・クリントンが、リーと、同僚のジャーナリストであるローラ・リンを解放すべく、朝鮮民主主義人民共和国を訪問をした。朝鮮民主主義人民共和国政府は、クリントンが訪問したその日に、リーとリンのふたりに恩赦を与えた。
彼女たちが取材した機材や資料が朝鮮民主主義人民共和国に残されたことで、取材に協力した脱北者や人権活動家の情報が朝鮮民主主義人民共和国当局に把握され、彼らが危険な状態にさらされたとも言われている。大韓民国の人権活動家たちは、リーとリンが、その行為を通して北朝鮮難民の立場を危ういものにしたとして、ふたりを非難している。
2010年、拘束事件の経験に基づいた彼女の著書『The World Is Bigger Now』が出版された。